# Żeleźniakowy Wierch

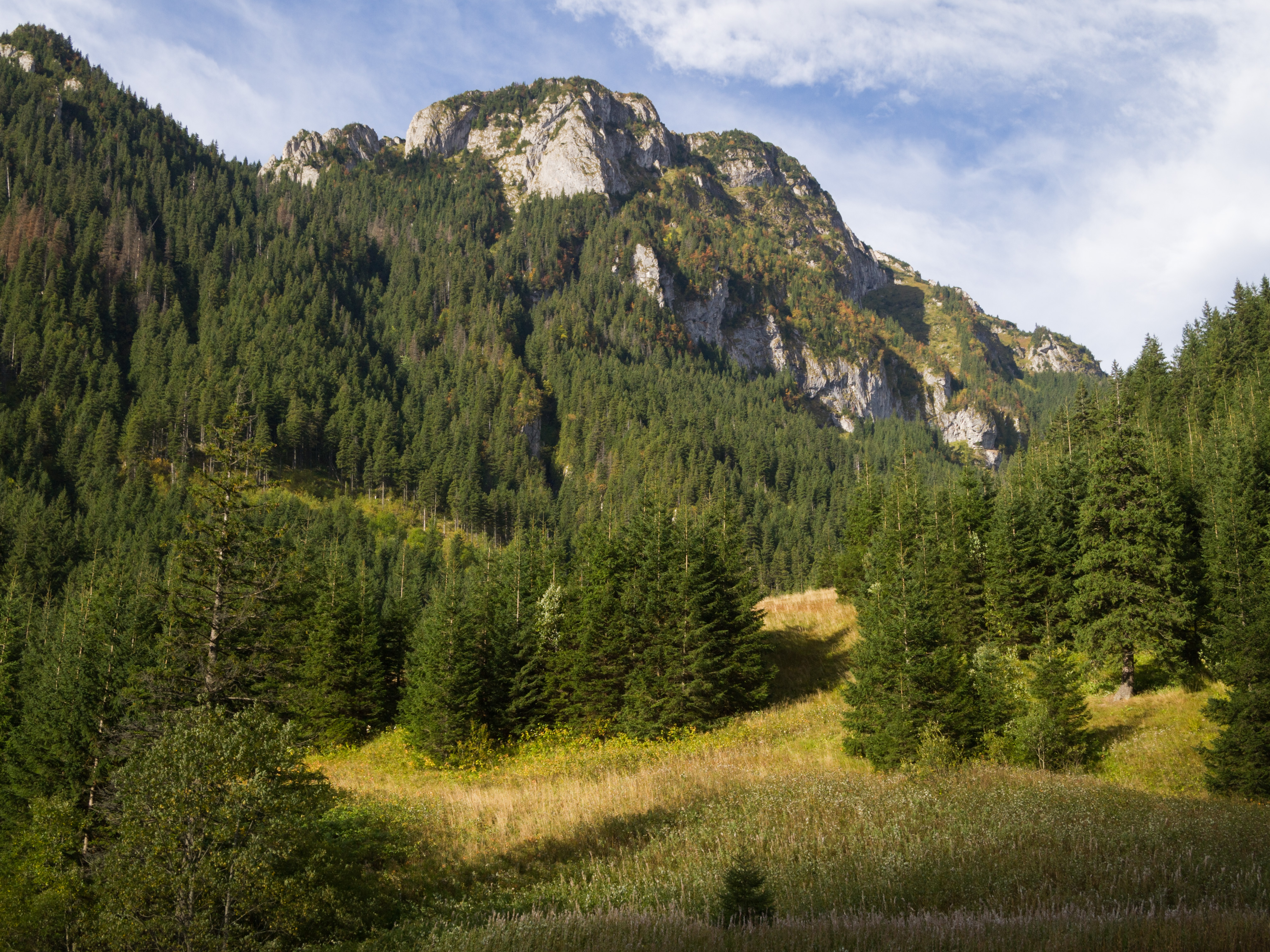
Żeleźniakowy Wierch z Polany Pisanej

Żeleźniakowy Wierch (Raptawicki Wierch) – skaliste wzniesienie w środkowej części Kominiarskiej Grani odchodzącej od Kominiarskiego Wierchu w Tatrach Zachodnich. Znajduje się pomiędzy Raptawicką Granią, od której oddziela go Raptawickie Siodło, a masywem Kominiarskiego Wierchu, od którego oddziela go przełączka Szczerbina. Południowy stok opada do Doliny Smytniej, północny do górnej części żlebu Żeleźniak. W stoku tym, ponad żlebem znajduje się dolny otwór jaskini Bańdzioch Kominiarski.